# Cantón de Galan
El cantón de Galan era una división administrativa francesa, que estaba situada en el departamento de Altos Pirineos y la región de Mediodía-Pirineos.

## Composición
El cantón estaba formado por once comunas:
- Bonrepos
- Castelbajac
- Galan
- Galez
- Houeydets
- Libaros
- Montastruc
- Recurt
- Sabarros
- Sentous
- Tournous-Devant

## Supresión del cantón de Galan
En aplicación del Decreto nº 2014-242 de 25 de febrero de 2014, el cantón de Galan fue suprimido el 22 de marzo de 2015 y sus 11 comunas pasaron a formar parte del nuevo cantón de El Valle del Arros y de los Baïses.